# Brasil en los Juegos Olímpicos de Helsinki 1952
Brasil estuvo representado en los Juegos Olímpicos de Helsinki 1952 por un total de 97 deportistas, 92 hombres y 5 mujeres, que compitieron en 14 deportes.
El portador de la bandera en la ceremonia de apertura fue el jugador de baloncesto Mário Jorge da Fonseca Hermes.

## Medallistas
El equipo olímpico brasileño obtuvo las siguientes medallas:
| Nombre                    | Deporte   | Competición       |
| ------------------------- | --------- | ----------------- |
| Oro                       |           |                   |
| Adhemar Ferreira da Silva | Atletismo | Triple salto M    |
| Plata                     |           |                   |
| —                         |           |                   |
| Bronce                    |           |                   |
| José da Conceição         | Atletismo | Salto de altura M |
| Tetsuo Okamoto            | Natación  | 1500 m libre M    |